# Arbeit macht frei
Arbeit macht frei njemački je izraz koji u prijevodu znači "rad oslobađa". Izraz je postao poznat u Drugom svjetskom ratu, jer se je pisao na ulazima nacističkih sabirnih logora.

## Podrijetlo
U 1872. godini, njemački nacionalist i autor Lorenz Diefenbach je napisao novelu naziva "Arbeit macht frei", te je zbog toga izraz ostao dobro poznat kod nacionalista. Izraz je u 1928. godini uzela Weimarska vlada kao slogan hvale njihove velike politike javnih radova, koja je trebala "izbaciti" nezaposlenost. Izraz je nastao zbog imitiranja srednjovjekovnog izraza "Stadtluft macht frei" ("Gradski zrak oslobađa"). Izraz je se nastavio koristiti u NSDAP-u (Nacionalsocijalistička radnička stranka) kada je došla na vlast u 1933. godini.

## Nacistička uporaba
Izraz "Arbeit macht frei" je stajao na ulazima mnogih nacističkih sabirnih logora "kao svojevrsan tajnovit izraz koji znači žrtvovanje u načinu da beskonačan rad znači duhovnu slobodu".
Također, bila je zajednička vježba u Njemačkoj da se stari natpisi postave na ulazima institucionalnih, značajnih i velikih ustanova. Upotrebu ovog slogana naredio je general SS-a Theodor Eicke, inspektor sabirnih logora i prvi zapovjednik sabirnog logora Dachau.
Izraz se i danas može vidjeti na nekoliko mjesta, uključujući i na ulazu u Auschwitz I. Prema knjizi Auschwitz: Nova povijest, od povjesničara BBC-a, Laurencea Reesa; natpis je postavio zapovjednik Rudolf Höß, koji je vjerovao da mu je njegov ropski rad u zatvoru za vrijeme Weimarske Republike pomogao. Na natpisu u Auschwitzu, gornja kuglica slova "B" ("arBeit") je šira od donje kuglice, što mnogima izgleda kao naopako postavljeno slovo "B". Nekoliko geometrično izrađenih sans-serif fontova (fontovi bez malih dodataka, naziva "serifi") u 1920-ima također sliče toj vrsti.
Izraz se također može vidjeti na sljedećim koncentracijskim logorima: 
- Dachau
- Gross-Rosen
- Sachsenhausen
- Theresienstadt

U sabirnom logoru Buchenwald, umjesto natpisa Arbeit macht frei nalazi se natpis "Jedem das Seine" (doslovno "Svakome njegovo" što u stvari znači "Svatko dobiva što zaslužuje").  
Godine 1938., austrijski politički kabaret pisac Jura Soyfer i skladatelj Herbert Zipper, kao zatvorenici sabirnog logora Dachaua, napisali su "Dachaulied" ("Dachau pjesma"). Tjednima su marširali unutra i van logora. Radili su pod prisilom i smatrali su da je natpis "Arbeit macht frei" uvreda. Pjesma cinično ponavlja izraz da bi logor Dachau "naučio lekciju".

## Vanjske poveznice
|  | Zajednički poslužitelj ima još gradiva o temi Arbeit macht frei                |
|  | Zajednički poslužitelj ima još gradiva o temi Arbeit macht frei in Auschwitz I |